# Leucania multilinea
Leucania multilinea là một loài bướm đêm trong họ Noctuidae.